# Mezőzáh
Mezőzáh (románul Zau de Câmpie, németül Sannendorf) falu Romániában, Maros megyében, Mezőzáh község központja.

## Fekvése
Marosvásárhelytől 34 km-re nyugat-északnyugatra a Mezőségi-patak partján fekszik.

## Története
1339-ben Zaah néven említik először. A falu feletti dombon álló Ugron-kastélyt br. Ugron István moszkvai nagykövet építtette 1909 és 1911 között. 1910-ben 1394, többségben román lakosa volt, jelentős magyar és cigány kisebbséggel. A trianoni békeszerződésig Torda-Aranyos vármegye Marosludasi járásához tartozott. 1992-ben 2706 lakosából 2076 román, 329 magyar, 298 cigány, 2 német. Határában halastavak találhatók.

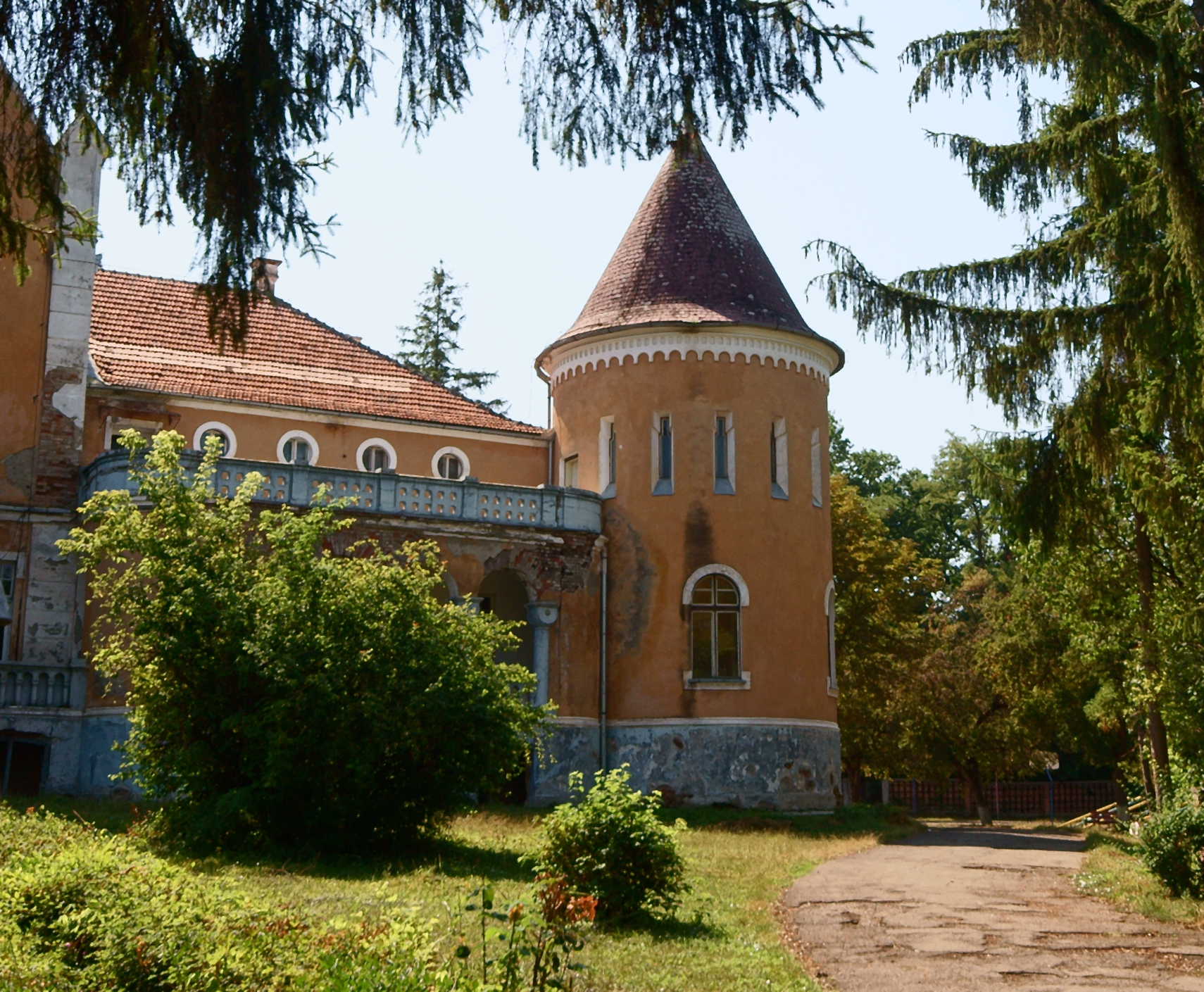
Ugron-kastély

## Nevezetességei
- 1883-ban épült református templom.
- 1909 és 1911 között épült Ugron-kastély, amelyet Ugron István építtetett, ma árvaház.